# Chamber Music
Chamber Music drugi je studijski album američkog nu metal sastava Coal Chamber. Album je 7. rujna 1999. objavila diskografska kuća Roadrunner Records.

## Popis pjesama
Tekstovi: B. Dez Fafara, osim pjesme "No Home" koju je napisao s Mikeom "Bugom" Coxom. 
| Br. | Skladba                                     | Trajanje |
| --- | ------------------------------------------- | -------- |
| 1.  | »Mist« (instrumental)                       |          |
| 2.  | »Tragedy«                                   | 2:51     |
| 3.  | »El Cu Cuy«                                 | 4:22     |
| 4.  | »Untrue«                                    | 3:26     |
| 5.  | »Tyler's Song«                              | 2:49     |
| 6.  | »What's in Your Mind?«                      | 3:55     |
| 7.  | »Not Living«                                | 3:50     |
| 8.  | »Shock the Monkey« (obrada Petera Gabriela) | 3:42     |
| 9.  | »Burgundy«                                  | 2:11     |
| 10. | »Entwined«                                  | 3:49     |
| 11. | »Feed My Dreams«                            | 2:55     |
| 12. | »My Mercy«                                  | 4:04     |
| 13. | »No Home«                                   | 5:09     |
| 14. | »Shari Vegas«                               | 3:16     |
| 15. | »Notion«                                    | 3:27     |
| 16. | »Anything But You«                          | 4:42     |

## Osoblje
Coal Chamber
- B. Dez Fafara – vokali, umjetnički direktor
- Meegs Rascon – klavijature (na pjesmi 3), prateći vokali, gitara, umjetnički direktor
- Rayna Foss-Rose – bas-gitara
- Mike "Bug" Cox – bubnjevi, umjetnički direktor

Dodatni glazbenici
- Josh Abraham – klavijature, programiranje, produkcija
- Troy Van Leeuwen – klavijature, tehničar
- Ozzy Osbourne – vokali (na pjesmi 8)
- E. Blue – vokali (na pjesmama 8 i 12), klavijature (na pjesmi 8)
- Jay Gordon – klavijature (na pjesmi 9)
- Aimee Echo – vokali (na pjesmama 9 i 12)
- Brian Levine – aranžman gudačkih glazbala
- Brian Virtue – programiranje, inženjer zvuka
- Anthony "Fu" Valic – dodatno programiranje (na pjesmi 8)
- Phil Western – dodatno programiranje (na pjesmi 8)
- Amir Derakh – elektronički bubnjevi (na pjesmi 13), klavijature (na pjesmi 15), micromoog (na pjesmi 16)
- Georgie The Pug – dahtanje (na pjesmi 13), dodatno miksanje
- Jay Baumgardner – klavijature (na pjesmi 15), miksanje
- DJ Lethal – fonograf (na pjesmi 15)

Ostalo osoblje
- David Bianco – miksanje (pjesama 5, 6 i 11)
- David "The Rave" Ogilvie – miksanje (pjesme 8)
- Chad Fridirici – inženjer zvuka
- Mike Parnan – dodatni inženjer zvuka
- Jill Greenberg – naslovnica, fotografija
- George Marino – mastering
- Kate Garner – fotografija
- Neil Zlozower – fotografija
- Anahslasia F. – model
- Lynda Kunsnetz – umjetnička direktorica